# Bathyergidae
Las ratas topo (Bathyergidae) son una familia de roedores excavadores del infraorden de los histricognatos que viven en el África subsahariana. Representa una evolución distinta de un modo de vida subterráneo y son roedores semejantes a los tuzas de Norteamérica, el tuco-tuco de Sudamérica o los muroideos excavadores.
Heterocephalus glaber y Fukomys damarensis son los únicos mamíferos eusociales conocidos.

## Clasificación
Actualmente se conocen 23 especies de batiérgidos distribuidos en 6 géneros:
- Familia Bathyergidae
  - Subfamilia Bathyerginae Waterhouse, 1841
    - Género Georychus
      - Georychus capensis

    - Género Cryptomys
      - Cryptomys anomalus
      - Cryptomys holosericeus
      - Cryptomys hottentotus
      - Cryptomys natalensis
      - Cryptomys nimrodi

    - Género Fukomys
      - Fukomys amatus
      - Fukomys anselli
      - Fukomys bocagei
      - Fukomys damarensis
      - Fukomys darlingi
      - Fukomys foxi
      - Fukomys ilariae[3]
      - Fukomys kafuensis
      - Fukomys mechowii
      - Fukomys micklemi
      - Fukomys occlusus
      - Fukomys ochraceocinereus
      - Fukomys vandewoestijneae[4]
      - Fukomys whytei
      - Fukomys zechi

    - Género Heliophobius
      - Heliophobius argenteocinereus

    - Género Bathyergus
      - Bathyergus janetta
      - Bathyergus suillus

    - Género Gypsorhynchus †
    - Género Paraheliophobius †
    - Género Richardius †

  - Subfamilia Heterocephalinae Landry, 1957
    - Género Heterocephalus
      - Heterocephalus glaber